# 岡田豊日
岡田 豊日（おかだ とよひ、1910年（明治43年）5月20日 - 2000年（平成12年）1月27日）は、日本の昆虫学者。東京都立大学名誉教授、日本昆虫学会名誉会員、日本動物分類学会名誉会員。
日本のショウジョウバエ科昆虫の分類学的研究を進めたことで知られる。父は英文学者の岡田哲蔵、息子は地質学者の岡田昭明。

## 略歴
1910年5月20日、東京府麻布区笄町（現：東京都港区麻布）に生まれた。
1933年、東京帝国大学（現：東京大学）理学部動物学科に進学。丘英通に師事し、双翅目昆虫の形態学を研究。卒業後東京市水道局、日本大学第三中学校教諭を経て、東京帝国大学農学部の副手に着任。
第二次世界大戦時に台北に移り、台北帝国大学医学部助手、台湾省立衛生試験所顧問を歴任しながら研究活動を行った。その後1946年12月に日本に帰還し、連合国軍最高司令官総司令部（GHQ）経済科学局科学技術部顧問に就任。
1950年に東京都立大学理学部助教授に就任。ショウジョウバエの分類学、形態学、発生学的研究を進めた。1956年にショウジョウバエ科の分類学的研究の結果をまとめたモノグラフ「Systematic Study of Drosphilidae and Allied Families of Japan」を出版し、これによって北海道大学で理学博士を取得。博士論文の題は「日本産シヨウジヨウバエ科及びその類縁科の分類学的研究」。1960年、ショウジョウバエ科の比較形態学的研究の業績によって日本動物学会賞を受賞。
1958年に東京都立大学教授に就任。昆虫学者の多田内修など多くの後進を育てた。1974年に同大を定年退職後、自宅に研究室を立てて研究活動を続けた。
2000年1月27日、群馬県前橋市の前橋赤十字病院で、急性呼吸不全により死去。享年89。

## 著作
以下に示した著書、モノグラフの他に、150篇を数える原著論文がある。
- 『こん虫の生活』戸沢辰雄絵、金子書房〈少年図書館選書 25〉、1955年2月。 NCID BA48414516。全国書誌番号:45020642。
- Systematic study of drosophilidae and allied families of Japan. Gihodo. (1956). NCID BA20366847
- 「進化と系統 系統論」『生態と進化』岩波書店〈岩波講座現代の生物学 第9巻〉、1966年8月、155-184頁。 NCID BN02102335。全国書誌番号:53013075。
- Systematic study of the early stages of drosophilidae. Bunka Zugeisha. (1968). NCID BA07708935
- 鈴木邦雄編 編『岡田豊日博士論文選集 1936-1988』岡田豊日博士論文集刊行会、1988年9月。 NCID BN02968963。全国書誌番号:89030865。